# Medusae Fossae
Le Medusae Fossae sono una formazione geologica della superficie di Marte.
Prendono il nome da Medusa, la più nota delle tre gorgoni.